# Železno, Žalec
Železno je naselje v Občini Žalec.